# ماژین (ایوان)
ماژین یکی از روستاهای کلهر زبان و بسیار آشنا با فرهنگ و ادبیات کردی در شهرستان ایوان است